# Får på ditt dyra huvud
Får på ditt dyra huvud är en psalmtext av den tyske kyrkoherden Philip Fredrik Hiller. Hans psalm publicerades på svenska i Johann Arndts svenska utgivning av väckelsesånger i pietistisk tradition.  Sången har 5 verser melodin är densamma som till den tyska folkmelodin Ich weiss mir drei Blümlein från 1500-talet.

## Publicerad i
- Sions Sånger 1951 nr 52
- Sions Sånger 1981  nr 16 under rubriken "Från Getsemane till Golgata."